# Hans Helm (SS-Mitglied)
Hans Helm (* 30. Juni 1909 in München; † 25. Januar 1947 in Belgrad) war ein deutscher Polizist, Kriminalkommissar, Gestapo-Beamter, SS-Obersturmbannführer und Polizeiattaché in Belgrad.

## Berufliche Entwicklung
Sein Vater war der Kraftfahrer Hans Helm und die Mutter Katharina Helm, geborene Weber. In München besuchte Hans Helm die Oberrealschule und schloss diese 1927 mit dem Abitur ab. Gleich danach nahm er ein Studium an der Universität München auf und belegte hier die Fachgebiete Mathematik, Physik, Literatur und Geschichte. Ohne die Universität abzuschließen, wechselte er Anfang 1933 zur bayrischen politischen Polizei und wurde noch im Februar Mitglied der SS mit der Mitglieds Nr. 77.179. Nur drei Monate später trat er der NSDAP bei und erhielt hier die Mitglieds Nr. 3.204.999. Nach mehreren Monaten im Polizeigrunddienst erhielt er 1935 eine Kommandierung an die Führerschule des Sicherheitsdienstes Berlin-Charlottenburg und wurde mit dem Abschluss der Ausbildung 1936 zum Kriminalkommissar ernannt. Den praktischen Teil dieser Qualifikation absolvierte er im SD-Hauptamt in Berlin. Nach relativ kurzer Einarbeitung wurde er hier dem Referat II J. (Ausländische Polizeiorganisationen) zugewiesen.

## Polizeidienst
Der Vorgesetzte und besonderer Förderer von Hans Helm war der stellvertretende Chef im Amt der Politischen Polizei, SS-Hauptsturmführer Heinrich Müller. Durch diese etwas herausgehobene Sonderrolle, die er hier einnahm, wurde er ab Anfang 1937 zu Beratungen mit dem jugoslawischen Ministerpräsidenten Milan Stojadinović und dem Chef der Belgrader Generalpolizei, Dragomir Jovanović, die beim Reichsführer-SS, Heinrich Himmler und dem Chef der Sicherheitspolizei und des Sicherheitsdienstes Reinhard Heydrich in Berlin stattfanden, mit hinzugezogen. Gegenstand dieser Zusammenkunft war der bereits lange vorher vorbereitete Abschluss von Vereinbarungen zwischen beiden Ländern über die Zusammenarbeit in Sicherheitsfragen, zur Kooperation der polizeilichen Organisationen beider Länder sowie den gegenseitigen Austausch von Polizeiverbindungsbeamten. Das waren die als Sonderbeauftragter der Gestapo bezeichneten Verbindungsoffiziere des Gestapo-Hauptamtes, die zu besonderen Polizeieinsätzen, vornehmlich im Ausland verwendet wurden.

## Auslandseinsatz
Als ein solcher Sonderbeauftragter der Sicherheitspolizei wurde Hans Helm ab Januar 1938 der deutschen Gesandtschaft in Belgrad zugeteilt. Sein Einsatz in diesem noch neuen Aufgabengebiet wurde besonders vom Polizeipräsidenten Jovanović befürwortet. Deutscher Geschäftsträger in Jugoslawien war der Diplomat Victor von Heeren. Zur gleichen Zeit befanden sich weitere militärische Attachés an der Gesandtschaft, so der Luftattaché Oberst Moritz von Faber du Faur und als Militärattaché Oberst Rudolf Toussant. Als von Heeren zugleich als Dienstvorgesetzter während des Auslandseinsatzes von Helm. Mit ihm hatte er seine Berichterstattung, die der Abteilung Deutschland im Auswärtigen Amt, bis September 1939 dem Gestapo-Hauptamt und dann dem Amt IV im Reichssicherheitshauptamt zugeleitet wurde, abzustimmen. Während seiner Einsatzzeit hielt er engen Kontakt zum jugoslawischen Innenministerium, zur Führungsspitze der Polizeiorganisationen und den deutschfreundlichen Kräften der Belgrader Stadtverwaltung. Aus diesen Kreisen rekrutierten sich später große Teile seiner Informanten, deren Netz er bald über das ganze Land verteilt, aufgebaut hatte. Unter ihnen befand sich auch Nikolaj Gubarev, ein Beamter der Belgrader Geheimpolizei. Dabei ging es Helm insgesamt darum, für Deutschland wichtige politische und militärische Informationen zur sicheren Lagebeurteilung das Balkanraumes zu sammeln. Das schloss die Beobachtung und mögliche Infiltration der auf jugoslawischem Territorium agierenden Institutionen des britischen und französischen Geheimdienstes selbstverständlich mit ein. Als ein weiteres Segment seines Informationsbedarfs dürften vor allem Nachrichten aus Wirtschaftskreisen, hier schwerpunktmäßig aus den Bereichen Transportwesen, Rohstoff- und der Erdölindustrie, von hoher Bedeutsamkeit gewesen sein. Dabei hatte er die Order, keine Vereinbarungen mit prowesteuropäischen Unternehmen einzugehen. Im Jahr 1939 wurde Helm gleich zweimal befördert. Das erste Mal im Januar zum SS-Obersturmführer und dann am 1. September zum SS-Hauptsturmführer.
Unmittelbar nach der Bildung des Reichssicherheitshauptamtes im September 1939 wurde der bisher hauptsächlich von Hans Helm getragene Sektor der geheimdienstlichen Nachrichtenbeschaffung in Jugoslawien zusätzlich mit dem im Amt VI (Auslandsnachrichtendienst) etablierten SS-Sturmbannführer Karl Kraus (* 1908) verstärkt. Aber wegen des mit seiner Installation als Polizei-Verbindungsoffizier im diplomatischen Bereich betretenen Neulandes, standen Helm und andere bis 1939 ähnlich eingerichteten Stellen unter kritischer Beobachtung des Auswärtigen Amtes. Im Januar 1940 hatte deshalb Reichsaußenminister Joachim von Ribbentrop von mehreren diplomatischen Missionen eine Einschätzung über die Wirksamkeit und Zusammenarbeit der Diplomaten mit den eingesetzten Polizei-Verbindungsführern eingefordert. Entsprechende Rückantworten trafen dazu auch aus Belgrad ein. Darin hatte Geschäftsträger von Heeren eingeschätzt, dass Helm zwar innerhalb des diplomatischen Korps fest verankert sei, aber nicht einmal in den Listen für das jugoslawische Außenministerium aufgeführt war, also über keine Notifizierung verfügte. Außerdem verfolge dieser Polizist ausschließlich nur die Interessen seiner Dienstbehörde, des Reichssicherheitshauptamtes und im speziellen des Sicherheitsdienstes der NSDAP. Das entsprach voll und ganz der in dieser Entwicklungsphase von Reinhard Heydrich verfolgten und mit dem Auswärtigen Amt ausgehandelten Positionierung der Verbindungsführer an den deutschen Gesandtschaften. Mitte 1940 war das von Helm geführte Büro in Belgrad bereits auf sechs Mitarbeiter angewachsen.

## Einsatzgruppe der Sicherheitspolizei und des SD
Nach dem am 27. März 1941 in Jugoslawien vollzogenen Putsch durch serbisch-nationalistische Kreise, des damit erfolgten Sturzes der bestehenden Regierung und der Orientierung dieser neuen Kräfte auf ein Beistandsbündnis mit der Sowjetunion, löste erhebliche Irritationen in den Führungsspitzen Deutschlands aus. Fieberhaft wurde dazu übergegangen, die bisher nur gegen Griechenland geplante Invasion, nun auch auf Jugoslawien auszudehnen. Noch in der Nacht des 27. März gab Adolf Hitler Anweisungen für einen ursprünglich so nicht vorgesehenen Balkanfeldzug, bei dem Jugoslawien zu „zerschlagen“ ist. Dabei gehörte mit zur Vorbereitung des Einmarsches, dass Reinhard Heydrich wenige Tage nach Bekanntwerden der Lage den Befehl gab, in Jugoslawien sofort Listen aller am Putsch Beteiligter und der offensichtlichen Gegner des Deutschen Reichs zusammenzustellen. Daran waren sowohl Helm als auch das Amt VI des Reichssicherheitshauptamt (RSHA) aufs Intensivste beteiligt. Diese Aufstellungen umfassten 4.000 Personen, die zeitgleich mit der militärischen Aktion von einem besonderen Kommando in Gewahrsam genommen werden sollten. Dazu wurde noch in aller Eile Ende März die Einsatzgruppe der Sicherheitspolizei und des Sicherheitsdienstes (EG) für Jugoslawien zusammengestellt und auf ihren Einsatz vorbereitet. Beginnend mit einem groß angelegten dreitägigen Bombardement auf Belgrad, besetzten deutsche Truppen, gemeinsam mit Italien ab 6. April 1941 große Teile des jugoslawischen Staatsgebietes. Damit einher ging der Vormarsch der Einsatzgruppe, bestehend aus Gestapobeamten, Kriminalisten, Offizieren des Sicherheitsdienstes und Kräften der Ordnungspolizei. Sie stand unter der Führung von SS-Oberführer Wilhelm Fuchs Gleichwohl waren der Gruppe sowohl Helm als auch der SD-Offizier Karl Kraus und SS-Sturmbannführer Wilhelm Beisner, Leiter des Jugoslawien-Referates beim Amt VI des RSHA zugeordnet. Ab 8. April begannen sie mit den geplanten Verhaftungen auf der Grundlage der zusammengestellten Listen. Bei ihrem Vormarsch im Rücken der Wehrmacht nahmen sie Folterungen, standrechtliche Erschießungen, Hinrichtungen und Einweisung jüdischer Emigranten ins Konzentrationslager Šabac vor. Bereits am 13. April hatte die Sondergruppe Zagreb erreicht. Dort teilte sie sich auf. Ein Teil der Gruppe, zu der Helm und Kraus gehörten, konzentrierte sich auf den serbischen Raum, der zweite Teil mit Beisner, verfolgte die Aufrichtung des Marionettenstaates in Kroatien und die dritte Gruppe wurde in Slowenien tätig. Insgesamt konnten Horn und Beisner die noch relativ offene Situation nutzen, um in diesen Gebieten für die zukünftigen politisch-strategischen Entwicklung arbeitsfähige nachrichtendienstliche Netze aufzubauen. Jugoslawien war damit in drei Regionen zerschlagen worden. Den serbischen Teil hielten deutsche Truppen besetzt, vom slowenischen Bereich waren mehrere Kreisgebiete dem Deutschen Reich angegliedert worden und in Kroatien hatte sich ein selbständiger neuer Staat etabliert, Nezavisna Država Hrvatska.

## Polizeiattaché
Nach der Auflösung der Einsatzgruppe kehrte Hans Helm an seinen Platz zurück. Ab 17. April 1941 war in Agram eine deutsche Gesandtschaft eingerichtet worden. Geschäftsträger wurde hier der SA-Obergruppenführer Siegfried Kasche, da sein Vorgänger von Heeren als zu offensichtlich der Alten diplomatischen Schule des Auswärtigen Amtes zugerechnet wurde. Wilhelm Fuchs erhielt die Funktion des Befehlshabers der Sicherheitspolizei und des Sicherheitsdienstes (BdS) in Serbien. Hier übernahm SS-Sturmbannführer Hans Helm die Aufgaben des Polizeiattachés. Dabei stellte sich in recht kurzer Zeit heraus, dass ein etwas schwieriges Verhältnis zwischen Kasche und Helm bestand. In dem Punkt der Judendeportation jedoch hatten beide eine sehr direkte Übereinstimmung. Bereits zum 6. Mai 1941 hatte Reinhard Heydrich durch den Referatsleiter im Amt IV B 4 des RSHA, Adolf Eichmann alle deutschen Zentralinstanzen, darunter das Auswärtige Amt, das Reichsinnen-ministerium, das Rasse- und Siedlungshauptamt sowie weitere Institutionen nach Marburg zu einer Grundsatzbesprechung, betreffend der „Reinigung der Volkstumsfragen“ einladen lassen. Infolgedessen erging am 11. Mai 1941 an die in Serbien eingesetzten Militärbefehlshaber die Aufforderung zu einer Besprechung über die anstehenden „Judenangelegenheiten“. Eine Woche später, nach Rückkehr Helms hatten sich alle jüdischen Einwohner früh zu 08.00 Uhr bei der regionalen Schutzpolizei zu melden. Aus Kroatien signalisierte Kasche im Folgejahr, dass die neue Regierung grundsätzlich mit der Aussiedlung der in ihrem Territorium wohnenden Juden einverstanden wäre. Diese Nachricht vom 16. Oktober 1942 ergänzte er mit seinem Vorschlag, dass sofort mit Deportationen im gesamten Staatsgebiet Kroatiens begonnen werden könne. Nur von der italienischen Seite rechne er mit Schwierigkeiten. Um diese zu umgehen, hatte er den Polizeiattaché Helm beauftragt, die Vorbereitungsarbeiten zur Aussiedlung für den, von Italien besetzten Teil in seine Regie zu nehmen. Im gleichen Zusammenhang erklärte sich der kroatische Finanzminister Vladimir Kosak (1908–1947) bereit, wie Kasche auch signalisierte, dem Deutschen Reich für jeden ausgesiedelten Juden den Betrag von 30 Reichsmark zur Verfügung zu stellen. Im Gegenzug dafür war der kroatischen Seite zugebilligt worden, sich „am Besitz der Deportierten schadlos halten“ zu können.
Inzwischen war der Gesandtschaft in Agram auch ein neuer Mitarbeiter des SD, der zum RSHA, Amt VI (Auslandsnachrichtendienst) gehörende SS-Obersturm-führer Rudi Kob, unter Abdeckung eines Attachés, zugeteilt worden. Zur Lösung der mit der Judendeportation verbundenen Aufgaben wurde dem Polizeiattaché Hans Helm ab August 1942 zusätzlich noch weitere Gehilfen beigegeben. Zu ihnen gehörten Christian Rohlfing (* 1908) der direkt aus dem Referat IV B 4 kam und SS-Hauptsturmführer Franz Abromeit. Dieser wurde vor allem mit hinzugezogen, um die Daten der jüdischen Menschen, ihrer Organisationen und Treffpunkte zusammentragen zu helfen oder auf ihre Richtigkeit zu überprüfen. Aber in erster Linie hatte er die Fragen des Abtransportes und die Bereitstellung sowie logistische Kontrolle der bei der Deutschen Reichsbahn und der kroatischen Staatsbahn angeforderten Transportzüge abzuklären. Auch oblag ihm, alle damit in Verbindung stehen-den Terminsachen, die Bewachung der zu Deportierenden und den reibungslosen Ablauf dieser Aktionen bis zur Ankunft in den vorgesehenen Konzentrationslagern ständig zu überprüfen. Die Beschaffung der Adressen ihrer jüdischen Mitbewohner lag in den Händen des regionalen Polizeichefs und seiner, über das Land verteilten Strukturen. Bei Helm in Agram wurden diese Daten dann zu Listen zusammengefasst und mit den bereits bei ihm registrierten Personendaten verglichen. Er selbst trug die Verantwortung für den Gesamtablauf. Durch dieses Zusammenspiel zwischen den kroatischen Behörden und das vom Polizeiattaché befehligte Personal war im Spätherbst 1942 der Auftrag Heinrich Himmlers, die Judenfrage in Kroatien in kürzester Zeit zu bereinigen, erledigt. Im Dezember 1943 wurde Helm in Agram durch Gustav Richter (1912–1997), der Nachfolger als Polizeiattaché, abgelöst.

## Rückkehr
Nach seiner Rückkehr fertigte Hans Helm über seine Tätigkeit als Polizeiattaché am 27. Januar 1944 einen umfassenden Bericht zum „Stand der Judenaussiedlung“ an, der im Frühjahr 1944 neben dem Reichssicherheitshauptamt auch dem Auswärtigen Amt zur Auswertung zur Verfügung gestellt wurde. Ende des Monats wurde er zum SS-Obersturmbannführer befördert. Er selbst nahm 1945 seinen Wohnsitz in Berlin und wechselte später nach München. Hier wurde er zum Kriegsende verhaftet und an Jugoslawien ausgeliefert. Das gegen ihn und weitere Mitglieder des Einsatzkommandos Jugoslawien 1946 eingeleitete Ermittlungsverfahren hatte hauptsächlich die von diesem Personenkreis während ihres Sondereinsatzes im Frühjahr 1941 begangenen Kriegsverbrechen in Jugoslawien zum Hauptgegenstand. Am 9. Dezember 1946 begann der Prozess gegen Hans Helm und weitere zwanzig Mitangeklagte vor dem Obersten Militärgerichtshof in Belgrad. Angeklagt wurden unter anderem Josef Eckert, Wilhelm Fuchs, Josef Hahn, Richard Kaserer, August Meissner, SS-Obersturmbannführer Friedrich Polte (1911–1947), SS-Obersturmbannführer Ludwig Teichmann (1909–1947) und SS-Obersturmbannführer Ernst Weinmann (1907–1947). Das Gericht verurteilte Helm am 22. Dezember zum Tode durch Erhängen. Einen Monat später, am 25. Januar 1947, wurde das Urteil vollstreckt.